# تمرد بابا ذو النون
تمرد بابا ذو النُّون (بالتركية: Baba Zünnûn İsyanı)‏، قام به شخص من العلويين (النصيرية) اسمه "بابا ذو النُّون"، واقتحموا قصر مصطفى بك حاكم سنجق بوزوك في أغسطس 1526م، كما تمرد مع قواته، حيث انتصر على القوات التي أُرسلت لسحق التمرد. مات خلال هذه المعركة حُرم باشا وبرهام بك من سنجق قيصري وعلي بك من سنجق إسيل (مرسين).

## مقتله
هُزم بابا ذو النُّون وقُتل على يد القوات العثمانية تحت قيادة پيري بك رمضان أوغلى، حاكم سنجق أضنة، الذين أُرسلوا لقمع التمرد في 26 سبتمبر 1526م.  مهد هذا التمرد الطريق لتمرد كالندر جلبي شاه، العلوي النصيري، في منطقة مرعش عام 1527م في البستان في شرق الأناضول ضد الحكم العثماني للسلطان سليمان القانوني. 